# میخایلو بویچوک
میخایلو بویچوک (اوکراینی: Миха́йло Льво́вич Бойчу́к؛ ۳۰ اکتبر ۱۸۸۲ – ۱۳ ژوئیهٔ ۱۹۳۷) نقاش اهل جمهوری خلق اوکراین بود. وی بیشتر به عنوان یک یادگارنویس شناخته می‌شود. او را نماینده نسل رنسانس اعدام می‌دانند.